# Corsa all'oro della Terra del Fuoco

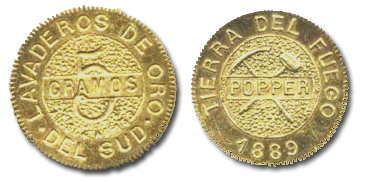
Moneta d'oro da 5 grammi della Terra del fuoco

Tra il 1883 e il 1906 la Terra del Fuoco fu teatro di un'imponente corsa all'oro che attrasse nell'arcipelago un gran numero di argentini, cileni ed europei, tra cui numerosi dalmati. La corsa all'oro portò alla formazione dei primi centri abitati stabili nell'arcipelago e stimolò la sviluppo economico della vicina Punta Arenas. Conclusasi la febbre dell'oro la maggior parte dei cercatori lasciò la Terra del Fuoco, mentre i restanti coloni intrapresero l'allevamento di pecore e attività di pesca. La popolazione degli indigeni Selk'nam declinò vertiginosamente durante gli anni della corsa all'oro.

## Prime scoperte
Nel 1879 una spedizione guidata dall'ufficiale della Marina Cilena Ramón Serrano Montaner scoprì dell'oro in alcuni corsi d'acqua nell'ovest della Terra del Fuoco. Ad ogni modo la corsa all'oro iniziò propriamente solamente nel 1884. Quell'anno la nave a vapore francese Arctique si arenò nella costa nord-est di Capo Virgenes. La spedizione mandata in suo soccorso scoprì l'oro in un luogo chiamato Zanja a Pique. Quando la notizia raggiunse Punta Arenas molti abitanti partirono per Zanja a Pique. Da Punta Arenas la notizia si diffuse a Buenos Aires.

## La corsa e la spedizione di Julius Popper
A Buenos Aires la stampa paragonò le scoperte d'oro a quelle dell'Australia e della California. In tale città si formarono molte compagnie con il proposito di estrarre l'oro. Julio Popper, un ingegnere minerario, fu messo sotto contratto da una di queste compagnie a Buenos Aires. Popper reclutò un certo numero di dalmati che lì soggiornavano in quegli anni. Con essi Popper intese esplorare la zona di El Páramo a San Sebastián Bay. Un altro campo fu stabilito alla Baia di Sloggett Bay nella costa sud dell'Isola Grande della Terra del Fuoco.
La corsa all'oro raggiunse le isole cilene al sud del Canale di Beagle perciò migliaia di uomini, soprattutto dalmati, si stabilirono lì. Tuttavia, nel 1894 le estrazioni d'oro iniziarono a diminuire in quelle isole e i depositi iniziarono gradualmente a svuotarsi. Diverse aziende del sud del Canale di Beagle finirono così per avere scarsi profitti.

## Eredità
Durante la sua spedizione nella Terra del Fuoco, Popper fu coinvolto nell'uccisione dei nativi Selk'nam, in un evento in seguito divenuto noto come Genocidio Selk'nam.
In quelle isole, i cercatori d'oro, i pastori e "persino la polizia" assaltarono i campi indiani per rapire le loro donne. Questo causò una carenza di individui femminili tra le tribù della zona che finì col peggiorare i conflitti tra i gruppi rivali. Vi furono anche cessioni di donne in schiavitù. Nel 1894 Porvenir consisteva di cinque case, due delle quali erano rivendite di liquori e una terza un bordello.
I Dalmati coinvolti nella corsa all'oro lasciarono gradualmente le attività di estrazione, per fare ritorno in Dalmazia, a Buenos Aires o per stabilirsi a Punta Arenas. La corsa all'oro migliorò le conoscenze geografiche del poco conosciuto Canale di Beagle, collegandolo a Punta Arenas. L'oro lasciò quelle zone senza generalmente migliorare le condizioni economiche degli abitanti del luogo ma nel caso di quello estratto dalle isole del Canale finì con l'essere importante per la crescita economica di Punta Arenas.